# منطقة جوندا
جُندا أو جُندة أو (نقحرة: جوندا) رمزها «GN» (بالإنجليزية: Gonda)‏ ، هو تقسيم إداري لدولة الهند تتبع ولاية أتر برديش (بالإنجليزية: Uttar  Pradesh)‏ ، مركزها هو مدينة جندا (بالإنجليزية: Gonda)‏ عدد سكانها حسب تعداد سنة 2001 هو 2,765,754 ، مساحتها 4,425 كم² وكثافة السكان 625 لكل كم² .